# Discografia formației Black Sabbath
Acest articol prezintă aparițiile discografice ale formației heavy metal Black Sabbath. Aceasta a lansat 19 albume de studio, 31 discuri single, 8 albume live și 7 albume video.
Formația fost înființată în 1968, la Birmingham, în formula originală: Ozzy Osbourne (voce), Tony Iommi (chitară), Geezer Butler (bas) și Bill Ward (baterie), formulă care există și în prezent (2016), deși, de-a lungul timpului, au avut loc multe schimbări de componență.

## Albume de studio
| Nume                                                        | Detalii album                                                                                        | Poziția maximă | Poziția maximă | Poziția maximă | Poziția maximă | Poziția maximă | Poziția maximă | Poziția maximă | Poziția maximă | Poziția maximă | Poziția maximă | Poziția maximă | Certificații                                                                 |
| Nume                                                        | Detalii album                                                                                        | UK             | AUT            | DEN            | FIN            | GER            | NLD            | NOR            | NZ             | SWE            | SWI            | U.S.           | Certificații                                                                 |
| ----------------------------------------------------------- | --- | -------------- | -------------- | -------------- | -------------- | -------------- | -------------- | -------------- | -------------- | -------------- | -------------- | -------------- | ---------------------------------------------------------------------------- |
| Black Sabbath                                               | - Lansat: 13 februarie 1970 - Producători: Vertigo, Warner Bros. - Formate: CD, LP, casetă           | 8              | —              | —              | —              | 8              | 6              | —              | —              | —              | —              | 23             | - UK: Aur - US: Platină - CAN: Aur                                           |
| Paranoid                                                    | - Lansat: 18 septembrie 1970 - Producători: Vertigo, Warner Bros. - Formate: CD, LP, casetă          | 1              | —              | —              | —              | 2              | 1              | 5              | —              | —              | —              | 12             | - UK: Aur - US: 4×Platină - CAN: Platină                                     |
| Master of Reality                                           | - Lansat: 21 iulie 1971 - Producători: Vertigo, Warner Bros. - Formate: CD, LP, casetă               | 5              | —              | —              | —              | 5              | 10             | 12             | —              | —              | —              | 8              | - UK: Argint - US: 2×Platină - CAN: Platină                                  |
| Vol. 4                                                      | - Lansat: 25 septembrie 1972 - Producători: Vertigo, Warner Bros. - Formate: CD, LP, casetă          | 8              | —              | —              | —              | 14             | —              | 7              | —              | —              | —              | 13             | - UK: Argint - US: Platină - CAN: Platină                                    |
| Sabbath Bloody Sabbath                                      | - Lansat: 1 decembrie 1973 - Producători: World Wide Artists, Warner Bros. - Formate: CD, LP, casetă | 4              | —              | —              | —              | 49             | —              | 6              | —              | —              | —              | 11             | - UK: Aur - US: Platină - CAN: Aur                                           |
| Sabotage                                                    | - Lansat: 28 iulie 1975 - Producători: Nems, Warner Bros. - Formaet: CD, LP, casetă                  | 7              | 9              | 14             | —              | 44             | —              | 6              | 33             | —              | —              | 28             | - UK: Argint - US: Aur                                                       |
| Technical Ecstasy                                           | - Lansat: 25 septembrie 1976 - Producători: Vertigo, Warner Bros. - Formate: CD, LP, casetă          | 13             | —              | —              | —              | —              | —              | —              | —              | 33             | —              | 51             | - US: Aur                                                                    |
| Never Say Die!                                              | - Lansat: 28 septembrie 1978 - Producători: Vertigo, Warner Bros. - Formate: CD, LP, casetă          | 12             | —              | —              | —              | —              | —              | —              | —              | 37             | —              | 69             | - US: Aur                                                                    |
| Heaven and Hell                                             | - Lansat: 25 aprilie 1980 - Producători: Vertigo, Warner Bros. - Formate: CD, LP, casetă             | 9              | —              | —              | —              | 37             | —              | 22             | 44             | 25             | —              | 28             | - UK: Aur - US: Platină - CAN: Aur                                           |
| Mob Rules                                                   | - Lansat: 4 noiembrie 1981 - Producători: Vertigo, Warner Bros. - Formate: CD, LP, casetă            | 12             | —              | —              | —              | —              | 47             | —              | 45             | 30             | —              | 29             | - UK: Argint - US: Aur - CAN: Aur                                            |
| Born Again                                                  | - Lansat: 7 august 1983 - Producători: Vertigo, Warner Bros. - Formate: CD, LP, casetă               | 4              | —              | —              | —              | 37             | —              | 14             | 44             | 7              | —              | 39             |                                                                              |
| Seventh Star                                                | - Lansat: 28 ianuarie 1986 - Producători: Vertigo, Warner Bros. - Formate: CD, LP, casetă            | 27             | —              | —              | —              | 51             | —              | 17             | —              | 11             | —              | 78             | —                                                                            |
| The Eternal Idol                                            | - Lansat: 1 noiembrie 1987 - Producători: Vertigo, Warner Bros. - Formate: CD, LP, casetă            | 66             | —              | —              | —              | —              | —              | —              | —              | —              | —              | 168            | —                                                                            |
| Headless Cross                                              | - Lansat: 1 aprilie 1989 - Producător: I.R.S. - Formate: CD, LP, casetă                              | 31             | —              | —              | —              | 18             | 71             | —              | —              | 22             | 23             | 115            |                                                                              |
| Tyr                                                         | - Lansat: 20 august 1990 - Producător: I.R.S. - Formate: CD, LP, casetă                              | 24             | 24             | —              | —              | 12             | 77             | —              | —              | 24             | 24             | —              | —                                                                            |
| Dehumanizer                                                 | - Lansat: 22 iunie 1992 - Producător: I.R.S. - Formate: CD, LP, casetă                               | 28             | 7              | —              | 31             | 14             | 63             | —              | —              | 12             | 13             | 44             |                                                                              |
| Cross Purposes                                              | - Lansat: 31 ianuarie 1994 - Producător: I.R.S. - Formate: CD, LP, casetă                            | 41             | 23             | —              | —              | 32             | 85             | —              | —              | 9              | 41             | 122            | —                                                                            |
| Forbidden                                                   | - Lansat: 8 iunie 1995 - Producător: I.R.S. - Formate: CD, LP, casetă                                | 71             | 40             | —              | —              | 35             | 86             | —              | —              | 19             | 48             | —              | —                                                                            |
| 13                                                          | - Lansat: 10 iunie 2013 - Producători: Vertigo, Universal - Formate: CD, LP, descărcare digitală     | 1              | 2              | 1              | 2              | 1              | 10             | 1              | 1              | 1              | 1              | 1              | - UK: Aur - AUT: Aur - CAN: Platină - GER: Aur - BRA: Platină - POL: Platină |
| "–" denotă că albumul a fost lansat dar nu a intrat în top. | |                |                |                |                |                |                |                |                |                |                |                |                                                                              |

## Albume live
| Nume                                                        | Detalii album                                                                   | Poziția maximă | Poziția maximă | Poziția maximă | Poziția maximă | Poziția maximă | Poziția maximă | Poziția maximă | Poziția maximă | Certificații                 |
| Nume                                                        | Detalii album                                                                   | UK             | FIN            | FRA            | GER            | NLD            | NZ             | SWE            | U.S.           | Certificații                 |
| ----------------------------------------------------------- | ------------------------------------------------------------------------------- | -------------- | -------------- | -------------- | -------------- | -------------- | -------------- | -------------- | -------------- | ---------------------------- |
| Live at Hammersmith Odeon                                   | - Lansat: 1 mai 2007 - Producător: Rhino Handmade - Formate: CD, LP             | —              | —              | —              | —              | —              | —              | —              | —              | —                            |
| Live Evil                                                   | - Lansat: decembrie 1982 - Producători: Vertigo, Warner Bros. - Formate: CD, LP | 13             | —              | —              | 37             | 34             | 34             | 15             | 37             | —                            |
| Cross Purposes Live                                         | - Lansat: 1995 - Producător: I.R.S. - Format: CD                                | —              | —              | —              | —              | —              | —              | —              | —              | —                            |
| Reunion (2 New Tracks)                                      | - Lansat: 20 octombrie 1998 - Producător: Epic - Format: CD                     | 41             | 29             | 65             | 40             | —              | —              | 11             | 11             | - US: Platină - CAN: Platină |
| Past Lives                                                  | - Lansat: 20 august 2002 - Producător: Sanctuary - Format: CD                   | —              | —              | —              | —              | —              | —              | —              | 114            | —                            |
| Live... Gathered in Their Masses                            | - Lansat: 25 Nov 2013 - Producător: - Formate: CD, DVD, Blu-ray                 | —              | —              | 173            | 11             | —              | —              | —              | —              | - CAN: Platină               |
| The End: Live in Birmingham                                 | Lansat: 17 Nov 2017 Producător: Eagle Vision Formate: CD, DVD, Blu-Ray, 3LP     |                |                |                |                |                |                |                |                |                              |
| "–" denotă că albumul a fost lansat dar nu a intrat în top. |                                                                                 |                |                |                |                |                |                |                |                |                              |

## Compilații
| An                                                          | Detalii album                                                 | Poziția maximă | Poziția maximă | Poziția maximă | Poziția maximă | Poziția maximă | Poziția maximă | Poziția maximă | Poziția maximă | Certificații                 |
| An                                                          | Detalii album                                                 | UK             | AUS            | FRA            | FIN            | NOR            | NZ             | SWE            | U.S.           | Certificații                 |
| ----------------------------------------------------------- | ------------------------------------------------------------- | -------------- | -------------- | -------------- | -------------- | -------------- | -------------- | -------------- | -------------- | ---------------------------- |
| 1975                                                        | We Sold Our Soul for Rock 'n' Roll                            | 35             | —              | —              | —              | —              | —              | 21             | 48             | - UK: Argint - US: 2×Platină |
| 1996                                                        | The Sabbath Stones                                            | —              | —              | —              | —              | —              | —              | —              | —              | —                            |
| 2002                                                        | Symptom of the Universe: The Original Black Sabbath 1970–1978 | —              | —              | —              | —              | —              | —              | —              | —              | —                            |
| 2004                                                        | Black Box: The Complete Original Black Sabbath (1970–1978)    | —              | —              | —              | —              | —              | —              | —              | —              | —                            |
| 2006                                                        | Greatest Hits 1970–1978                                       | —              | —              | —              | —              | —              | —              | —              | 96             | —                            |
| 2007                                                        | Black Sabbath: The Dio Years                                  | 151            | —              | —              | —              | 35             | —              | 32             | 54             | —                            |
| 2008                                                        | The Rules of Hell                                             | —              | —              | —              | —              | —              | —              | —              | —              | —                            |
| 2009                                                        | Greatest Hits                                                 | 19             | —              | —              | —              | —              | 12             | 3              | —              | - UK: Aur                    |
| 2012                                                        | Iron Man: The Best of Black Sabbath                           |                |                |                |                |                |                |                |                |                              |
| 2016                                                        | The Ultimate Collection                                       |                |                |                |                |                |                |                |                |                              |
| 2017                                                        | The Ten Year War                                              |                |                |                |                |                |                |                |                |                              |
| "–" denotă că albumul a fost lansat dar nu a intrat în top. |                                                               |                |                |                |                |                |                |                |                |                              |

## Discuri single
| An   | Single                           | Poziția maximă | Poziția maximă | Poziția maximă | Poziția maximă | Poziția maximă | Poziția maximă | Poziția maximă | Poziția maximă | Album                        | B-Side                                | Certificații |
| An   | Single                           | UK             | AUT            | CAN            | GER            | NOR            | SWI            | US             | US Main        | Album                        | B-Side                                | Certificații |
| ---- | -------------------------------- | -------------- | -------------- | -------------- | -------------- | -------------- | -------------- | -------------- | -------------- | ---------------------------- | ------------------------------------- | ------------ |
| 1970 | „Evil Woman”                     | —              | —              | —              | —              | —              | —              | —              | —              | Black Sabbath                | „Wicked World”                        | —            |
| 1970 | „Black Sabbath”                  | —              | —              | —              | —              | —              | —              | —              | —              | Black Sabbath                | —                                     | —            |
| 1970 | „N.I.B.”                         | —              | —              | —              | —              | —              | —              | —              | —              | Black Sabbath                | —                                     | —            |
| 1970 | „The Wizard”                     | —              | —              | —              | —              | —              | —              | —              | —              | Black Sabbath                | „Evil Woman”                          | —            |
| 1970 | „Paranoid”                       | 4              | 3              | —              | 1              | 6              | 2              | 61             | —              | Paranoid                     | „The Wizard”                          | —            |
| 1970 | „War Pigs”                       | —              | —              | —              | —              | —              | —              | —              | —              | Paranoid                     | —                                     | —            |
| 1971 | „Iron Man”                       | —              | —              | —              | —              | —              | —              | 52             | —              | Paranoid                     | „Electric Funeral”                    | —            |
| 1971 | „Fairies Wear Boots”             | —              | —              | —              | —              | —              | —              | —              | —              | Paranoid                     | —                                     | —            |
| 1971 | „After Forever”                  | —              | —              | —              | —              | —              | —              | —              | —              | Master of Reality            | „Fairies Wear Boots”                  | —            |
| 1971 | „Children of the Grave”          | —              | —              | —              | —              | —              | —              | —              | —              | Master of Reality            | —                                     | —            |
| 1971 | „Sweet Leaf”                     | —              | —              | —              | —              | —              | —              | —              | —              | Master of Reality            | —                                     | —            |
| 1972 | „Tomorrow's Dream”               | —              | —              | —              | —              | —              | —              | —              | —              | Vol. 4                       | —                                     | —            |
| 1973 | „Sabbath Bloody Sabbath”         | —              | —              | —              | —              | —              | —              | —              | —              | Sabbath Bloody Sabbath       | „Changes”                             | —            |
| 1975 | „Am I Going Insane” (Radio)      | —              | —              | —              | —              | —              | —              | —              | —              | Sabotage                     | „Hole in the Sky”                     | —            |
| 1978 | „Never Say Die!”                 | 21             | —              | —              | —              | —              | —              | —              | —              | Never Say Die!               | "She's Gone"                          | —            |
| 1978 | „A Hard Road”                    | 33             | —              | —              | —              | —              | —              | —              | —              | Never Say Die!               | "Symptom of the Universe"             | —            |
| 1980 | „Heaven and Hell”                | —              | —              | —              | —              | —              | —              | —              | —              | Heaven and Hell              | —                                     | —            |
| 1980 | „Neon Knights”                   | 22             | —              | —              | —              | —              | —              | —              | —              | Heaven and Hell              | "Children of the Sea" (live)          | —            |
| 1980 | „Die Young”                      | 41             | —              | —              | —              | —              | —              | —              | —              | Heaven and Hell              | „Heaven and Hell” (live)              | —            |
| 1981 | „Children of the Sea”            | —              | —              | —              | —              | —              | —              | —              | —              | Heaven and Hell              | —                                     | —            |
| 1981 | „The Mob Rules”                  | 46             | —              | —              | —              | —              | —              | —              | —              | Mob Rules                    | „Die Young” (live)                    | —            |
| 1982 | „Turn Up the Night”              | 37             | —              | —              | —              | —              | —              | —              | 24             | Mob Rules                    | „Lonely Is the Word”                  | —            |
| 1982 | „Voodoo”                         | —              | —              | —              | —              | —              | —              | —              | 46             | Mob Rules                    | —                                     | —            |
| 1983 | ”Trashed”                        | —              | —              | —              | —              | —              | —              | —              | —              | Born Again                   | —                                     | —            |
| 1986 | „No Stranger to Love”            | —              | —              | —              | —              | —              | —              | —              | —              | Seventh Star                 | —                                     | —            |
| 1987 | „The Shining”                    | —              | —              | —              | —              | —              | —              | —              | —              | The Eternal Idol             | —                                     | —            |
| 1989 | „Headless Cross”                 | 62             | —              | —              | —              | —              | —              | —              | —              | Headless Cross               | „Cloak and Dagger”                    | —            |
| 1989 | „Devil and Daughter”             | 81             | —              | —              | —              | —              | —              | —              | —              | Headless Cross               | —                                     | —            |
| 1990 | „Feels Good to Me”               | 79             | —              | —              | —              | —              | —              | —              | —              | TYR                          | „Paranoid” (live)                     | —            |
| 1992 | „TV Crimes”                      | 33             | —              | —              | —              | —              | —              | —              | —              | Dehumanizer                  | „Letters from Earth” / „Time Machine” | —            |
| 1994 | „The Hand That Rocks the Cradle” | —              | —              | —              | —              | —              | —              | —              | —              | Cross Purposes               | —                                     | —            |
| 1998 | „Psycho Man”                     | —              | —              | —              | —              | —              | —              | —              | 3              | Reunion                      | —                                     | —            |
| 1999 | „Selling My Soul”                | —              | —              | —              | —              | —              | —              | —              | 17             | Reunion                      | —                                     | —            |
| 2007 | „The Devil Cried”                | —              | —              | —              | —              | —              | —              | —              | 38             | Black Sabbath: The Dio Years | —                                     | —            |
| 2013 | „God Is Dead?”                   | 145            | —              | 79             | 99             | —              | —              | —              | 7              | 13                           | —                                     | —            |
| 2013 | „End of the Beginning”           | —              | —              | —              | —              | —              | —              | —              | 38             | 13                           | —                                     | —            |
| 2013 | „Loner”                          | —              | —              | —              | —              | —              | —              | —              | —              | 13                           | —                                     | —            |
| 2014 | Age of Reason                    |                |                |                |                |                |                |                |                | 13                           |                                       |              |

"–" denotă că albumul a fost lansat dar nu a intrat în top.

## Video albume
| Never Say Die                                               | - Lansat: 1978 - Producător: Sanctuary - Formate: VHS, LaserDisc, DVD | —  | — | — | — | — | —  |                                     |
| Black and Blue                                              | - Lansat: 1980 - Producător: - Formate: VHS, LaserDisc                | —  | — | — | — | — | —  |                                     |
| The Black Sabbath Story, Vol. 1                             | - Lansat: 1992 - Producător: Sanctuary - Formate: VHS, LaserDisc, DVD | 1  | — | — | — | — | —  | - US: Platină - CAN: Aur - AUS: Aur |
| The Black Sabbath Story, Vol. 2                             | - Lansat: 1992 - Producător: Sanctuary - Format: VHS, LaserDisc, DVD  | 5  | — | — | — | — | —  | - US: Aur                           |
| Cross Purposes Live                                         | - Lansat: 1995 - Producător: Picture - Format: VHS                    | —  | — | — | — | — | —  |                                     |
| The Last Supper                                             | - Lansat: 1999 - Producător: Sony - Formate: VHS, DVD                 | 11 | — | — | — | — | —  | - UK: Aur                           |
| Live... Gathered in Their Masses                            | - Lansat: 2013 - Producător: Vertigo - Formate: DVD, Blu-ray          | 1  | 1 | 4 | 5 | 4 | 16 | - BRA: Platină - POL: Aur           |
| The End: Live in Birmingham                                 | - Lansat: 2017 - Producător: Eagle Vision - Formate: DVD, Blu-Ray     |    |   |   |   |   |    |                                     |
| "–" denotă că albumul a fost lansat dar nu a intrat în top. |                                                                       |    |   |   |   |   |    |                                     |